# Nicolas Gaucher

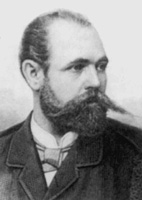
Nicolas Gaucher

Nicolas Antoine Gaucher (* 17. Januar 1846 in Sarcicourt; † 21. Januar 1911 in Stuttgart) war ein französischer Pomologe und Baumschulbesitzer.

## Leben
Gaucher wurde als Sohn eines Bauern und Rebgärtners in Sarcicourt im Departement Haute-Marne in Frankreich geboren. Mit 13 Jahren begann er eine Lehre als Handschuhmacher und arbeitete danach als Knecht und Kellner. Ab seinem 18. Lebensjahr lernte er bei Jamin in Bourg-la-Reine und Alphonse Du Breuil in Paris Obstbaumzucht und Formobstbau. Im Jahr 1868 erhielt er eine Stelle als Gehilfe im Botanischen Garten in Basel und hielt hier erste Vorträge über den Obstbau. Im Jahr 1869 ging er als Baumschulgehilfe nach Stuttgart, wo er später Teilhaber einer Baumschule wurde.
1872 gründete er eine eigene Obstbaumschule, die für die Qualität der gezogenen Bäume bekannt wurde. Im Jahr 1870 eröffnete er eine Gärtnerfachschule, an der er im Laufe der Jahre mehr als 1600 Schüler ausbildete.
Gaucher gilt als Begründer des Formobstbaues in Deutschland.
Er veröffentlichte mehrere Bücher, die zum Teil auch ins russische übersetzt wurden. Sein Werk Praktischer Obstbau: Anleitung zur erfolgreichen Baumpflege und Fruchtzucht für Berufsgärtner und Liebhaber wurde dabei von mehreren russischen Autoren um landesspezifische Themen ergänzt.

## Werke

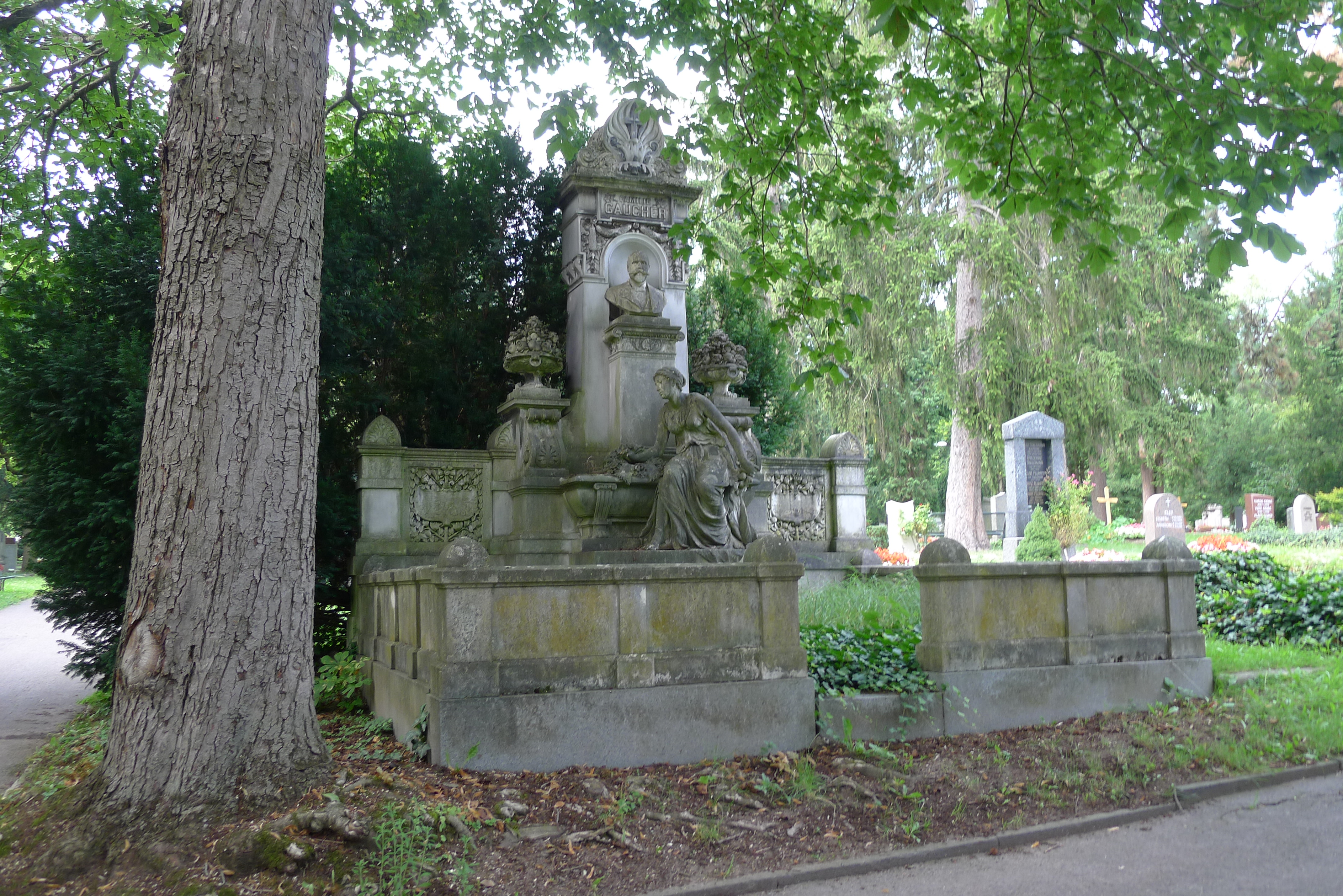
Grabstätte der Familie Gaucher auf dem Pragfriedhof Stuttgart

- Grabstätte der Familie Gaucher auf dem Pragfriedhof StuttgartDie Veredelungen und ihre Anwendung für die Verschiedenen Bäume und Sträucher : theoretische und praktische Belehrungen über das Ablaktieren, Pfropfen, Okulieren, usw., sowie über die Anzucht und Vermehrung der holzigen, im Freien aushaltenden Gewächse, mit einem Anhang, Winke zur rationellen Obstkultur, einem Verzeichnis der für die verschiedenen Baumformen geeignetsten Obstsorten und einem nach Monaten geordneten Führer für den Gärtner, Baumzüchter und Liebhaber. Julius Hoffmann, Stuttgart 1885
- Praktischer Obstbau: Anleitung zur erfolgreichen Baumpflege und Fruchtzucht für Berufsgärtner und Liebhaber. Verlag von P. Parey, 1887
- Handbuch der Obstkultur: Aus der Praxis für die Praxis bearbeitet.Verlag von P. Parey, Berlin 1889 (2., neubearbeitete Auflage 1896 und 3., neubearbeitete und vermehrte Auflage 1902)
- Obstbaukunde: Der moderne Obstbau auf natürlicher und künstlicher Grundlage dargestellt für jedermann. Verlag von P. Parey, Berlin 1905

- Gauchers Praktischer Obstbaumzüchter: Illustrierte Zeitschrift zur Hebung und Förderung des Obstbaues und der Obstverwertung, A. Jungs Verlag, Stuttgart, 1885–1894

## Sekundärliteratur
- Große Früchte. In: Die Gartenlaube. Heft 28, 1891, S. 484.